# Barbosa de Melo
António Moreira Barbosa de Melo (Lagares (Penafiel), Portugal, 2 de noviembre de 1932-Coímbra, 7 de septiembre de 2016) fue un político y académico portugués.
Fue asistente y profesor de la Facultad de Derecho en la Universidad de Coímbra. Fue asemás diputado en la Asamblea Constituyente en 1976. Más tarde fue diputado y presidente de la Asamblea de la República Portuguesa.